# Brushfire Fairytales
Brushfire Fairytales és l'àlbum de debut del músic estatunidenc Jack Johnson. Fou publicat el 2001 i atorgà a l'artista reconeixement internacional al publicar-se a molts països. Johnson a més de posar la veu a totes les cançons de l'àlbum també toca la guitarra i el piano. L'acompanyen Adam Topol a la percussió i Merlo Podlewski al baix. El disc compta amb les col·laboracions de Tommy Jordan, bateria a "Flake" i Ben Harper a la guitarra a la mateixa cançó.

## Llista de cançons
| N. | Títol               | Durada |
| -- | ------------------- | ------ |
| 1  | Inaudible Melodies  | 3:35   |
| 2  | Middle Man          | 3:14   |
| 3  | Posters             | 3:21   |
| 4  | Sexy Plexi          | 2:07   |
| 5  | Flake               | 4:40   |
| 6  | Bubble Toes         | 3:56   |
| 7  | Fortunate Fool      | 3:48   |
| 8  | The News            | 2:26   |
| 9  | Drink the Water     | 3:21   |
| 10 | Mudfootball         | 3:03   |
| 11 | F-Stop Blues        | 3:10   |
| 12 | Losing Hope         | 3:52   |
| 13 | It's All Understood | 5:28   |